# Phlegmariurus subintegrus
Phlegmariurus subintegrus är en lummerväxtart som först beskrevs av Wilhelm B. Hillebrand och som fick sitt nu gällande namn av Joseph M. Beitel och Warren Herbert Wagner.
Phlegmariurus subintegrus ingår i släktet Phlegmariurus och familjen lummerväxter. Inga underarter finns listade i Catalogue of Life.